# Marina Anissina
Marina Anissina (Moszkva, 1975. augusztus 30. –) orosz származású francia olimpiai, világ- és kétszeres Európa-bajnok jégtáncos.

## Életútja
Marina Anissina édesanyja, Irina Csernyajeva páros műkorcsolyázó 1972-ben hatodik helyen végzett a téli olimpián párjával, Vaszilij Blagovval. Irina jelenleg páros korcsolyázókat edz. Követte lányát Franciaországba, ahol Párizsban edzőként dolgozott, majd Marinával Lyonba költöztek. Marina édesapja Vjacseszlav Mihajlovics Anyiszin, világ- és Európa-bajnok jégkorongos, Moszkvában edzősködik.
Marina korábban két másik párral is versenyzett, mielőtt rátalált Gwendal Peizeratra. A Szergej Szahnovszkijjal való közös munka nem tartott sokáig. Szergej jelenleg Galit Chaittal Izrael színeiben versenyez. Második párjával Ilja Averbuhhal 1990-ben és 1992-ben junior világbajnokságot nyertek orosz színekben. Ilja azonban szerelmes lett Irina Lobacsevába, és a továbbiakban vele folytatta a versenyzést.
Marina végül Gwendal Peizerat személyében talált párra 1993-ban. Pályafutásuk alatt végig Muriel Boucher-Zazoui volt az edzőjük. Marina felvette a francia állampolgárságot. A pár 2000-ben megnyerte a világbajnokságot, kétszer végeztek az első helyen az Európa-bajnokságon, valamint 2002-ben ők szerezték meg az első olimpiai aranyérmet Franciaország számára jégtáncban. Az olimpia után befejezték versenyzői pályafutásukat, és azóta különböző előadásokban szerepelnek, mint például a Champions on Ice.
Anissina 2008. február 23-án férjhez ment Nyikita Dzsigurda orosz színészhez. A pár egy hírességek szereplésével rendezett tévés műsorban találkozott, ahol együtt táncoltak a jégen.

## Eredményei
| Event                  | 1993–1994 | 1994–1995 | 1995–1996 | 1996–1997 | 1997–1998 | 1998–1999 | 1999–2000 | 2000–2001 | 2001–2002 |
| ---------------------- | --------- | --------- | --------- | --------- | --------- | --------- | --------- | --------- | --------- |
| Téli olimpia           |           |           |           |           | 3.        |           |           |           | 1.        |
| Világbajnokság         | 10.       | 6.        | 4.        | 5.        | 2.        | 2.        | 1.        | 2.        |           |
| Európa-bajnokság       | 12.       | 5.        | 4.        | 4.        | 3.        | 2.        | 1.        | 2.        | 1.        |
| Francia bajnokság      | 2.        | 2.        | 1.        | 1.        | 1.        | 1.        | 1.        | 1.        |           |
| Grand Prix döntő       |           |           |           | 3.        | 3.        | 2.        | 1.        |           | 2.        |
| Trophée Lalique        | 3.        | 1.        | 2.        | 1.        | 2.        | 1.        | 1.        | 1.        | 1.        |
| NHK Trophy             | 5.        | 3.        | 1.        | 2.        |           | 1.        | 1.        | 1.        | 1.        |
| Skate Canada           |           |           | 2.        | 2.        |           |           |           | 1.        |           |
| Skate America          |           | 2.        |           |           |           | 1.        |           |           |           |
| Sparkassen Cup         |           | 1.        |           |           | 2.        |           |           |           |           |
| Ondrej Nepela Memorial | 1.        |           |           |           |           |           |           |           |           |